# استیو والش (بازیکن فوتبال)
استیو والش (انگلیسی: Steve Walsh؛ زادهٔ ۳ نوامبر ۱۹۶۴) بازیکن فوتبال اهل بریتانیا است.
از باشگاه‌هایی که در آن بازی کرده‌است می‌توان به باشگاه فوتبال کاونتری سیتی، باشگاه فوتبال تاموورث، نوریچ سیتی، ویگان اتلتیک، لستر سیتی، و باشگاه فوتبال تاموورث اشاره کرد.